# イットリウム・アルミニウム・ガーネット

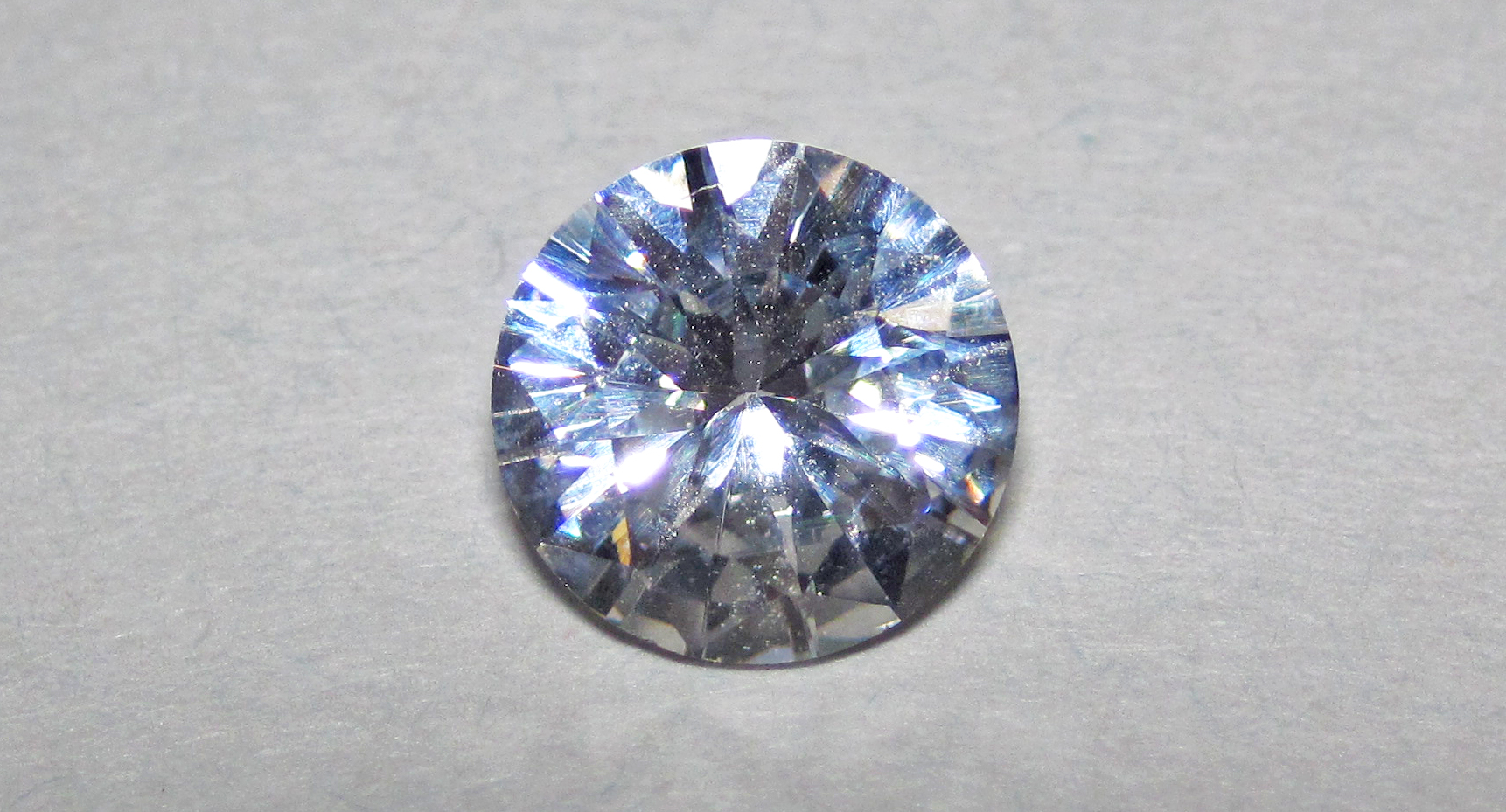
イットリウム・アルミニウム・ガーネット

イットリウム・アルミニウム・ガーネット（Yttrium Aluminum Garnet）、略称 YAG（ヤグ）とは、イットリウムとアルミニウムの複合酸化物（Y3Al5O12）から成るガーネット構造の結晶である。モース硬度は8-8.5である。
自然界には存在しない組成の人工物であるため、合成石とは言わず人造石と呼ぶ。
地域別生産は、北アメリカや欧州、中国などで盛んである。様々な色のYAGが製造されており、パライバブルーやコバルトブルーなど青系の色が多いと思われる。1960年代末に登場したが、 1976年にキュービックジルコニアが市場へ登場すると、ダイヤモンド類似石としての人造ガーネットの需要は減少していった。現在では白色発光ダイオードの蛍光体や人造宝石としても用いられる。
熱伝道率や熱衝撃係数が高く、誘導放出断面積も大きく、他の母材と比べ熱特性や光学特性に優れているため、主に固体レーザ（YAGレーザー）の発振用媒質として、結晶製造時に他の元素をドープ（添加）して結晶構造内のイットリウムのうち数%を置き換えたものが用いられる。工業用レーザなどに最も多く用いられているのは微量のネオジム（元素記号Nd）発光原子をドープした Nd:YAG である。